# Désiré Raoul-Rochette
Désiré Raoul-Rochette, vanligen kallad Raoul-Rochette, född den 9 mars 1790 i Saint-Amand, död den 5 juli 1854 i Paris, var en fransk arkeolog.

Lettres sur la Suisse, 1829

Raoul-Rochette prisbelönades 1813 för en avhandling om de grekiska kolonierna, som 1815 utgavs i 4 band under titeln Histoire des colonies grecques, blev 1818 konservator vid antik- och medaljkabinettet och 1826 professor i arkeologi. 1828 deltog han i en 
vetenskaplig expedition till Grekland. 1838 invaldes han i Académie des beaux-arts, som året därefter tog honom till sin ständige sekreterare. Raoul-Rochette gjorde sig på den klassiska arkeologins område ett stort namn genom en mängd arbeten, bland vilka märks Monuments inédits d’antiquité figurée grecque, étrusque et romaine (1828), Pompéi, choix d’édifices inédits 
(1828–1830), Peintures antiques inédites (1836).